# Micropsalliota campestroides
Micropsalliota campestroides es un hongo de la familia Amanitaceae recolectado por primera vez en el Congo por Julie Henriette Martha Fontana y descrito por Paul Heinemann. Es comestible y común en diferentes países de África. Originalmente Heinemann lo clasificó dentro de Agaricus como A. campestroides pero más tarde lo trasladó a Micropsalliota. Sin embargo, es posible que no pertenezca a ninguno de los dos.

## Descripción
Píleo bastante grueso, delgado hacia el margen, de 6-8 cm de diámetro, cónico-campanulado luego convexo, umbo poco marcado (a veces deprimido en el centro); la cutícula se desprende, blanco ligeramente ocráceo en el ápice, seríceo-fibriloso, las fibrillas forman mechones muy finos, al principio concoloros y luego ocráceos; margen no rebordante, a veces appendiculado por los restos del anillo. Estípite de 9-13 cm × 0.7-1.2 cm, esbelto, ligeramente engrosado en la base, hueco en su parte superior, blanquecino, fibriloso, muy finamente floculoso; anillo blanco, muy delgado, apenas membranoso, generalmente se fragmenta y los restos quedan sobre la parte superior del estípite y el margen piléico; hifas blancas, ramificadas, abundantes en la base del estípite. Láminas apretadas de hasta 8 mm de ancho, libres, redondeadas en el estípite, atenuadas en el margen, pálidas y luego pardo oscuro rojizo; arista blanquecina. Carne blanca, enrojecida levemente hacia el píleo y la parte superior del estípite, se torna levemente amarillenta en la base; sabor agradable, fúngico; olor agradable, «ligeramente acre». Huella de esporas pardo oscuro.
Esporas pardo rosáceo claro en agua, pardo grisáceo en amoniaco, de (4.9)5.5-6.2(6.9) µm × (3.2)3.4-3.8 µm, elípticas o ligeramente ovales; membranas bastante gruesas, endosporio grueso en el ápice. Basidios claviformes, tetraspóricos. Queliocistidios probablemente ausentes o poco diferenciados de los basidiolos. Revestimiento piléico formado por hifas más o menos radiales, amarillentas, cilíndricas (a veces constreñidas en los tabiques), de 3-8 µm de diámetro, con membranas delgadas.

## Taxonomía
Martha Fontana recolectó el holotipo de M. campestroides en noviembre de 1947; envió la muestra, descripciones y acuarelas al Jardín Botánico de Bélgica donde Heinemann lo nombró como A. Campestroides y publicó la descripción en el Boletín del Jardín Botánico del Estado de Bélgica en 1956. Posteriormente, Heinemann lo trasladó a Micropsalliota. Actualmente está registrado en Index Fungorum como: Micropsalliota campestroides (Heinem. & Gooss.-Font.) Heinem., Bull. Jard. Bot. natn. Belg. 58(3-4): 542 (1988).
En un análisis cladístico sobre los hongos del género Agaricus de zonas tropicales y subtropicales de África, Asia y América, en el que se consideró a M. Campestroides por su basónimo (nombre taxonómico original) puso en duda la pertenencia de M. campestroides a Agaricus, que ya había sido reclasificado a Micropsalliota. Los resultados arrojaron que no pertenece ni a Agaricus ni a Micropsalliota por lo que es posible que haya que reorganizar los clados de la familia Agaricaceae.

## Distribución y hábitat
Se recolectó por primera vez cerca del lago Kivu en la República Democrática del Congo. También se ha identificado en Etiopía, Togo, Tailandia e India.